# Amitostigma bifoliatum
Amitostigma bifoliatum là một loài thực vật thuộc họ Orchidaceae. Đây là loài đặc hữu của Trung Quốc.